# Украденный поезд
«Украденный поезд» — советско-болгарский военно-приключенческий фильм 1971 года, совместное производство: киностудия им. М. Горького СССР и Студия художественных фильмов (София, Болгария).

## Аннотация
Фильм, основанный на документальном материале, о бегстве из Болгарии военных преступников, пытавшихся увезти из страны архивы. Совместными усилиями болгарских партизан и советских воинов архивы были спасены.

## В ролях
- Стефан Илиев — капитан Андрей Черкезов
- Георги Калоянчев — полковник Тушев
- Борис Арабов
- Всеволод Санаев — генерал Иван Васильевич
- Анатолий Кузнецов — генерал Пётр Петрович
- Борис Токарев — Рубашкин
- Роман Хомятов
- Михаил Глузский — полковник абвера
- Уно Лойт — генерал Штенкенбауэр
- Альфред Ребане — немецкий посланник
- Маури Раус — обер-лейтенант
- Иван Рыжов
- Юрий Саранцев
- Сергей Гурзо — Панькин
- Добринка Станкова — Саша
- Доротея Тончева — Дарина
- Олег Голубицкий — капитан
- Игорь Кваша — болгарский министр (эпизод; в титрах нет)

## Съёмочная группа
- Режиссёр: Владимир Янчев
- Авторы сценария: Семён Нагорный, Антон Антонов-Тонич, при участии Владимира Янчева
- Оператор: Иван Цонев
- Художник-постановщик: Семен Веледницкий, Искра Личева
- Композитор: Петер Ступел
- Звукорежиссёр: Дмитрий Флянгольц

## Технические данные
СССР (Россия), 1970, ч/б, 79 мин., 8 ч., 2161 м.

## Исторический экскурс
Из воспоминаний Григория Петровича Евдокимова (книга «300 вылетов за линию фронта»):
… В то самое время, когда население столицы ликовало по поводу своего освобождения от ненавистной паутины фашистского режима, бывшие должностные лица немецкой дипломатической миссии вместе с некоторыми также бывшими министрами свергнутого правительства Болгарии, прихватив с собой компрометирующие их преступную деятельность документы, а также ценности болгарского народа, под покровом ночи сбежали на специально сформированном для этой цели поезде. Нашему командованию стало известно, что поезд отправился к турецкой границе. Ввиду ограниченного времени, командование решило захватить поезд, используя для этой цели базирующуюся на аэродроме Софии авиацию …
Описываемые события легли в основу сценария, по которому был поставлен художественный фильм «Украденный поезд». Военным консультантом на съёмках фильма был генерал-лейтенант авиации Н. В. Козлов, руководивший этой операцией в 1944 году.